# باك نيوتن
باك نيوتن (بالإنجليزية: Buck Newton)‏ هو سياسي أمريكي، ولد في 5 يوليو 1968 في ويلسون في الولايات المتحدة. حزبياً، نشط في الحزب الجمهوري. وقد انتخب عضو مجلس ولاية كارولاينا الشمالية.

## وصلات خارجية
- الموقع الرسمي